# Космос-2277
Космос-2277 је један од преко 2400 совјетских вјештачких сателита лансираних у оквиру програма Космос.
Космос-2277 је лансиран са космодрома Тјуратам, Бајконур, Казахстан, 11. априла 1994. Ракета-носач Протон-К је поставила сателит у орбиту око планете Земље. Маса сателита при лансирању је износила 1400 килограма. Космос-2277 је био ГЛОНАСС навигациони сателит.